# Stedten (Ilmtal-Weinstraße)
Stedten ist eine Wüstung des Ortsteils Mattstedt der Gemeinde Ilmtal-Weinstraße im Landkreis Weimarer Land in Thüringen.

## Geographie
Der Ort liegt im Nordosten des Landkreises Weimarer Land, nördlich von Mattstedt.

## Geschichte
Aus dem 3. bis 5. Jahrhundert ist durch archäologische Funde nördlich von Mattstedt eine erste römische Siedlung nachweisbar. Die Wüstung wird von Einheimischen auch häufig als Stete(n) bezeichnet. 